# Ritme van gregoriaanse muziek
Met het ritme van gregoriaanse muziek wordt de tijdsduur bedoeld die aan elke noot gegeven moet worden.
Onder muziekwetenschappers staat het authentieke ritme van gregoriaanse muziek al geruime tijd ter discussie, omdat de interpretatie van de middeleeuwse notatie geen eenduidige zaak is. Over de ritmische betekenis van de verschillende neumen, zoals de pes, de clivis en de torculus, wordt zeer verschillend gedacht. Dat komt vooral omdat de schrijfwijze van een bepaalde neume in diverse oude notaties - bijvoorbeeld de notaties van Sankt Gallen of Metz - diverse vormen kan aannemen met telkens weer een andere ritmische betekenis, die echter zeer uiteenlopend wordt geïnterpreteerd. Verschillende betekenissen worden eveneens toegekend aan bepaalde aan de neumen toegevoegde letters voor toonduur, zoals de c voor celeriter (snel) en de t voor tenete (vasthouden). Voorts geven bepaalde neumen, zoals de pressus en de bivirga een herhaalde noot aan, wat volgens sommige musicologen kan duiden op verlenging van de noot, maar volgens anderen op een ritmisch effect, namelijk toonrepercussie.

## Verval en Herstel
Toen de dertiende eeuw aanving, en de kwadraatnotatie overal in zwang raakte, werd het meeste gregoriaans evenwel gezongen met een ongeveer gelijke duur toegekend aan elke noot, hoewel Hieronymus van Moravië uitzonderingen vermeldt, waarin sommige noten, zoals de laatste noot van een gezang, verlengd worden. Van het oorspronkelijke ritme, hoe dit dan ook geweest mag zijn, bleef niet veel over. Latere uitgaven, zoals de Editio medicaea uit 1614 herschreven de gezangen ook in melodisch opzicht, waarbij de geaccentueerde lettergrepen veelal meer noten toegewezen kregen dan de niet-geaccentueerde en melismen aan het einde van een zin drastisch werden ingekort.
Deze, zowel qua ritmiek als melodiegang, verminkte vorm handhaafde zich totdat het gregoriaans in de negentiende eeuw opnieuw werd bestudeerd door wetenschappers als Peter Wagner, Pothier en Mocquereau, waarbij de deskundigen zich, wat de ritmiek betreft, in twee kampen verdeelden. Wat de melodieën en de toonhoogte betreft, waren er minder verschillen van inzicht door de ontdekking in 1847 van een handschrift - Codex H159 van de Bibliotheek van Montpellier - dat een dubbele notatie gebruikte: naast neumen ook letters die de toonhoogte aanduiden.

## Twee Scholen
De ene ritmische school, waartoe Wagner, Jammers en Lipphardt behoorden, waren voorstander van de theorie dat lange en korte noten mensuurgebonden tijdswaarden vertegenwoordigen, hoewel ze van mening verschilden over de wijze waarop deze tijdswaarden metrisch verdeeld zijn. Men spreekt hier van mensuralisme.
Een tegengestelde interpretatie, verdedigd door Pothier and Mocquereau, stond een vrij ritme van gelijke duur voor, hoewel daarbij sommige noten in het systeem van Mocquereau verlengd werden ten behoeve van de tekstuele nadruk of het muzikale effect.
In de Solesmes-uitgaven van onder meer het Graduale Romanum wordt deze interpretatie gevolgd. De ritmische verlengingen worden daarbij aangeven door punten en episemata (liggende streepjes).
Een wezenlijk (maar zeer aangevochten) onderdeel van het systeem van Mocquereau is ook zijn verdeling van de individuele noten in groepjes van twee of drie, waarbij elk groepje begint met een ictus, een ritmisch steunpunt, te vergelijken met de eerste tel van een maat, die in de uitgaven van Solesmes wordt aangegeven met een verticaal streepje. De ritmische groepjes worden op hun beurt gecombineerd tot grotere eenheden in een geordende beweging van spanning (arsis) en ontspanning (thesis), tevens weergegeven door de  handgebaren van de dirigent. Dit was de overwegend toegepaste benadering gedurende de twintigste eeuw, die werd gestimuleerd door Justine Wards programma voor muziekonderwijs aan kinderen, tot het Tweede Vaticaans Concilie de liturgische betekenis van het gregoriaanse sterk beperkte en nieuw wetenschappelijk werk Mocquereaus ritmische theorieën ondergroeven.

## Cardines benadering
Zeer belangrijk hierbij waren de nieuwe inzichten van Dom Cardine, eveneens een monnik van Solesmes. In zijn theorie van het ritme - de semiologie - wordt veel meer dan voorheen met ritmische bijzonderheden in de oudste handschriften rekening gehouden, waaronder de al genoemde verschillen in de schrijfwijze van een bepaalde neume, maar ook de zogeheten expressieve coupure, een bepaalde onderbreking in de neumenotatie met ritmische betekenis. Een interessante publicatie in dit verband is het Graduale Triplex uit 1979. Dit Graduale is gelijk aan het Graduale Romanum, maar voegt aan de kwadraatnotie twee oude handschriften toe: de notatie van Codex Laon-239 (Metz) en de Sankt Gallen notatie (onder meer Einsiedeln-121 en St. Gallen-359).
De gebruikelijke hedendaagse praktijk geeft nog vaak de voorkeur aan een uitvoering van het gregoriaans volgens de opvattingen van Mocquereau. Meer en meer verschuift de uitvoeringspraktijk echter in de richting van de nieuwe ritmeopvattingen van Cardine.